# Kemangkon (plaats)
Kemangkon is een bestuurslaag in het regentschap Purbalingga van de provincie Midden-Java, Indonesië. Kemangkon telt 3660 inwoners (volkstelling 2010).